# Чарнок, Гарри
Гарри (Генри) Горсфилд Чарнок (англ. Harry (Henry) Gorsfield Charnock), также известный как Андрей Васильевич Чарнок (род. 1870 или 1875 в Чорли, Англия — умер в 1948 или в январе 1963) — английский инженер и футбольный функционер. Один из основателей Клуба спорта «Орехово» (КСО). Являлся вице-президентом Московской футбольной лиги.

## Биография
Гарри родился в Чорли, графство Ланкашир, в семье Уильяма и Мэри Чарноков. Дядя Гарри — Чарнок, Джеймс — был директором прядильной и техническим директором всей фабрики Викулы Морозова. В 1887 году трудиться на фабрику приехал родной брат Джеймса Клемент (Климентий), который в качестве меры по противодействию пьянству среди рабочих решил познакомить их с игрой в футбол, однако собранная им команда через некоторое время распалась. В 1890-х годах Гарри стал директором прядильной фабрики и также стал заниматься популяризацией футбола среди сотрудников. Большое сопротивление распространению игры оказывали старообрядцы и местная власть, опасавшаяся неподконтрольных ей собраний. Чарнок даже ездил на прием к владимирскому губернатору Ивану Сазонову, чтобы добиться утверждения устава клуба. Аргументом, повлиявшим на положительное решение чиновника, стало то, что Гарри показал ему фотографию увлекавшегося футболом немецкого кронпринца. Устав «Клуба спорта „Орехово“» был официально утвержден 16 ноября 1909 года. Первым президентом клуба избрали Гарри Чарнока. В состав комитета клуба входило восемь старшин, 6 почетных и 250 действительных членов, а также 69 соревнователей (игроков). Целью клуба было заявлено «распространение существующих и не запрещенных законом Российской Империи видов спорта, как-то игр: фут-бол, лаун-теннис, крокет, крикет и др., а также велосипедного, конькобежного, лыжного и атлетического спорта и сближение спортсменов». В 1914 году в Орехове на средства фабрики возвели современный стадион с комфортными раздевалками.
«Клуб спорта „Орехово“» одержал победы в 4 первых розыгрышах Московской футбольной лиги. В составе команды выступали как англичане (в том числе родственники Гарри), так и местные футболисты. После начала Первой мировой войны Чарнок организовывал благотворительные матчи, прибыль от которых шла в фонд Красного креста. 30 октября 1918 Исполком Орехово-Зуевского горсовета лишил Гарри имущества, из-за чего тот был вынужден вернуться в Великобританию.
В Великобритании Чарнок занимался бизнесом в сфере торговли. В 1945 году он издал брошюру «Динамо и всё вокруг него» в честь приезда московской команды на турне. Кит Бэйкер в своей книге Fathers of Football указал, что второй супругой Гарри являлась дочь Джозефа Джона Томсона Джоан Паджет. Первую его супругу звали Анна Ивановна.
По одним данным, Гарри Чарнок скончался в 1948 году, по другим — в январе 1963 года.